# Yishai Sarid
Yishai Sarid (Tel-Aviv, 1965 –) izraeli író és ügyvéd.

## Életrajza
Yishai Sarid az izraeli Tel-Avivban született és nőtt fel, Yossi Sarid vezető politikus és újságíró fia. 1974-1977 között családjával az északi Kiryat Shmona városában élt, a libanoni határ közelében. Saridot 1983-ban sorozták be az izraeli hadseregbe, ahol 5 évig szolgált. Szolgálata alatt elvégezte az IDF tiszti iskoláját, és hírszerző tisztként szolgált. Jogi tanulmányokat folytatott a jeruzsálemi Héber Egyetemen. 1999-ben a Harvard Egyetem Kennedy School of Government-en szerzett közigazgatási mesteri diplomát (MPA).
Sarid felesége Dr. Racheli Sion-Sarid, intenzív terápiás gyermekorvos, és 3 gyermekük van.
Translated with DeepL.com (free version)

## Jogi karrier
1994-1997 között a kormánynak dolgozott Tel-Avivban kerületi ügyészhelyettesként, büntetőügyekben folytatott büntetőeljárásokat. Ma ügyvéd és választottbíró, elsősorban polgári és közigazgatási joggal foglalkozik. Ügyvédi irodája Tel-Avivban található.

## Irodalmi pályafutás
Második könyve, a Limassol nemzetközi bestseller lett, negyedik könyve, a The Third elnyerte a Bernstein irodalmi díjat. Ötödik könyve, Az emlékezés szörnye szerepel a New York Times 2020-as 100 figyelemre méltó könyvének listáján.

## Díjak és elismerések
2011-ben Sarid elnyerte a Grand Prix de litterature policiere díjat Franciaországban a „Limassol” című művéért. 2016-ban Bernstein irodalmi díjat kapott „A harmadik” című művéért. 2023-ban Sarid elnyerte a héber íróknak járó Lévi Eskól-díjat, és bejelentette, hogy a díjat az Izraeli-Palesztin Szülői Kör-családok Fórumának adományozza. Szintén 2023-ban a Sebezhetőségek című könyve elnyerte a héber irodalomért járó Brenner-díjat.

## Megjelent művei
- The Investigation of Captain Erez
- Limassol
- Naomi's Kindergarten
- The Third
- The Memory Monster
- Victorious
- Vulnerabilities

### Magyarul
- Az emlékezés szörnye (The Memory Monster) – Magvető, Budapest, 2022 · ISBN 9789631442069 · Fordította: Kónya Judit

## Fordítás
- Ez a szócikk részben vagy egészben  a   Yishai Sarid című angol Wikipédia-szócikk fordításán alapul.  Az eredeti cikk szerkesztőit annak laptörténete sorolja fel. Ez a jelzés csupán a megfogalmazás eredetét és a szerzői jogokat jelzi, nem szolgál a cikkben szereplő információk forrásmegjelöléseként.